# Виолета Якова
Виолета Бохор Якова е българска партизанка, участничка в комунистическото движение в България по време на Втората световна война като членка на бойна група на БРП.

## Биография
Виолета Якова е родена на 2 юни 1923 година в Дупница в бедно семейство на български граждани по произход сефарадски евреи. В юношеските си години се премества в София, където работи като шивачка. Членка на РМС от 1939 година.
От 1942 г. активно се включва в бойни групи на БКП, ръководени от Славчо Радомирски. Участва в подривни акции и политически убийства. С два куршума убива генерал Христо Луков. Съпровожда я Иван Буруджиев (баща на Татяна Буруджиева, след 1944 г. генерал), който също стреля по Луков.
От юни 1943 г. Виолета Якова е партизанка последователно в Партизанска бригада „Чавдар“ (София), Трънския отряд и при югославските партизани. През март 1944 г. е прехвърлена като ремсов организатор в Радомирско. След престрелка с полицията е заловена в с. Кондофрей и убита на 18 юни 1944 г.

## Почит
В София, в кв. „Люлин-2“, има улица, наречена на нейно име, а в Радомир – два нейни паметника.